# Cogulho

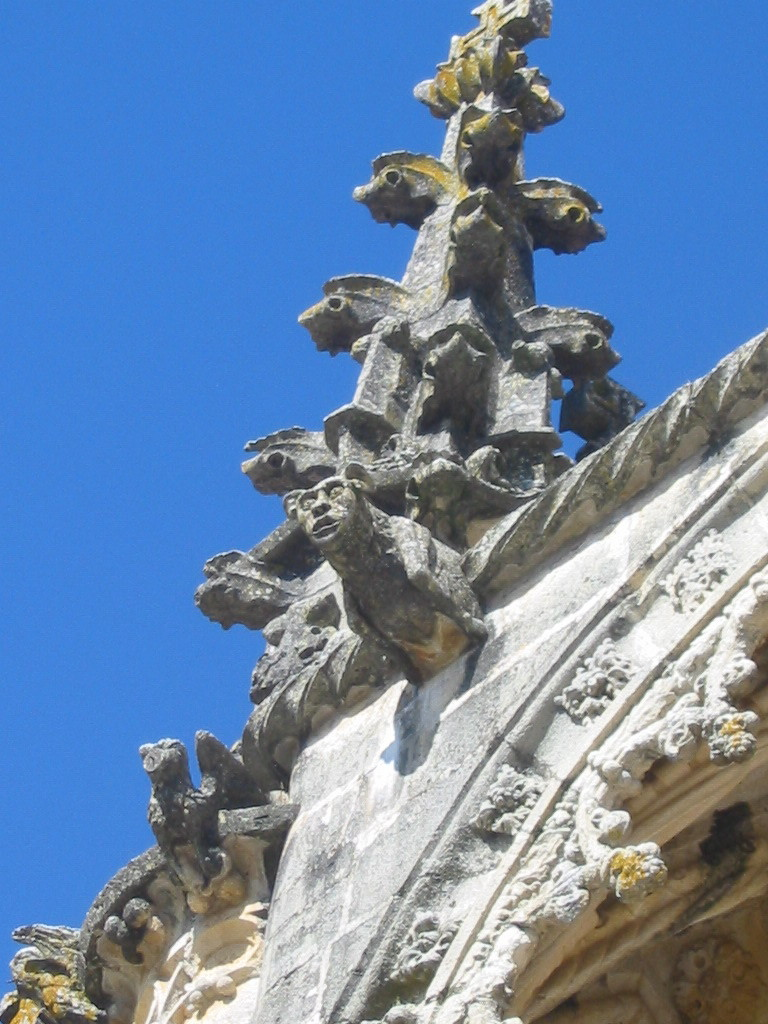
Convento de Cristo em Tomar, pormenor de pináculo revestido a cogulhos

O elemento arquitectónico cogulho, também crochet, colchete ou cogoilo, designa um pequeno elemento decorativo em pedra representando folhas estilizadas, de uso comum na arquitectura gótica.
Estes elementos encurvados e retorcidos surgem em repetição, e colocados à mesma distância entre si, especialmente a rematar arestas de pináculos (coroados no pico com um florão ou crista), gabletes e arcos.
No gótico primitivo estas formas são bastante simplificadas passando a formas extremamente trabalhadas no gótico flamejante, quando a profusão de decoração atinge o auge do estilo e se acentua a ideia de verticalidade e de movimento em direcção ao céu.